# Vũ Khắc Sương
Vũ Khắc Sương (1924–2009) là một sĩ quan cấp cao trong Quân đội nhân dân Việt Nam, hàm Thiếu tướng, nguyên Tỉnh đội trưởng Tỉnh đội An Giang, Tỉnh đội trưởng Tỉnh đội Bến Tre.

## Thân thế
Ông tên thật là Võ Văn Cẩn sinh ngày 15 tháng 10 năm 1924 tại làng Long Mỹ, huyện Giồng Trôm, tỉnh Bến Tre.
Ông sinh ra trong một gia đình nông dân nghèo lại sớm mồ côi mẹ. Tên Vũ Khắc Sương là tên ông ghép họ ông với tên vợ đầu là bà Trần Thị Sương sau khi bà cùng con trai út mất vì bom pháo của kẻ thủ. Hai con đầu của ông cũng bị mất từ nhỏ vì bệnh trái nắng. 
Ông sớm giác ngộ cách mạng, gia nhập bộ đội trưởng thành từ chiến sĩ đến chỉ huy trong "Bộ đội ông Cống" Chi đội 19 rồi Trung đoàn 99 thời kỳ kháng chiến chống Pháp, tham gia các trận đánh khắp chiến trường Tây Nam Bộ. 

## Sự nghiệp
Sau hiệp định Genève, ông tập kết ra Bắc, tham gia xây dựng quân đội chính quy rồi được cử đi học sĩ quan.
Năm 1962, trước yêu cầu mới của cách mạng miền Nam, ông vượt Trường Sơn trở về quê hương tham gia chiến đấu. Ông từng là Tiểu đoàn trưởng dũng cảm của Tiểu đoàn 364 lập nhiều chiến công, trong đó có thành tích tiêu diệt Chi khu Kiên Lương, chiến thắng trận Vĩnh Thông vang dội.
Sau đó, ông lần lượt giữ các chức vụ Tham mưu trưởng, rồi Tỉnh đội trưởng An Giang.
Năm 1972, ông được Quân khu 8 điều về quê hương xứ dừa chỉ huy chiến đấu khi Tám Vị, Ba Đào, Mười Phục,... đã đối đầu quyết tử với đủ loại chủ lực của địch và sau đó lần lượt rời khỏi chiến trường Bến Tre.
Thời gian ông làm Tỉnh đội trưởng Bến Tre (1972–1975) cũng là thời kỳ ác liệt của giai đoạn cuối cuộc chiến tranh. Ông chỉ huy đấu trí, đấu lực, cùng đồng đội đánh tan tác Chiến đoàn A bảo an, tiến công triệt hạ hàng loạt Phân chi khu: An Ngãi Tây, Hưng Phong, Phước Tuy, Tân Xuân, Tân Hưng, Bình Khánh, Chi khu Trúc Giang, xóa sổ Tiểu đoàn 453, Tiểu đoàn 454 bảo an, phục kích Quới Sơn – Phú An Hòa đánh dập đầu Bạch Hổ (Tiểu đoàn 401 bảo an), vây lấn tấn diệt hàng loạt đồn bót, đánh phá bình định của địch, chuyển thế chủ động chiến trường, tích cực xây dựng lực lượng chuẩn bị tham gia chiến dịch mùa Xuân 1975. Địch ở Kiến Hòa (Bến Tre) ngoan cố tử thủ khi chính quyền Sài Gòn tuyên bố đầu hàng. Ông kiên quyết dùng quả đấm quân sự ở mặt trận Lương Quới và sân bay Tân Thành, buộc địch buông súng đầu hàng.
Cuối năm 1975, ông rời khỏi Bến Tre trở lại An Giang tiếp tục nhận nhiệm vụ Tỉnh đội trưởng cho đến khi về hưu.
Ông thăng Thiếu tướng năm 1988.

## Thành tích
- Anh hùng Lực lượng vũ trang nhân dân (truy tặng năm 2012)[1]